# ماثورين كوردييه
ماثورين كوردييه أو كورديريوس (بالفرنسية: Mathurin Cordier، باللاتينية: Corderius) (1479 – 8 سبتمبر 1564) هو عالم لاهوت فرنسي.

## حياته الشخصية
ولد في بيريار، نورماندي لعائلة فلاحية. درس اللاهوت في باريس وقضى أغلب حياته في لوزان، وفي جامعتها، درس بين عامي 1545 و1557 وترأس إدارتها. كما درس في كلية غيان لسنة واحدة بين 1535 و1536.